# Sophia van Litouwen
Sophia van Litouwen (Trakai, 1371 - Moskou, 15 juni 1453) was grootvorstin-gemalin van Moskou door haar huwelijk met Vasili I van Moskou en in de periode 1425 - 1434 was ze regent voor haar minderjarige zoon.

## Biografie
Sophia werd geboren als de enige dochter van groothertog Vytautas de Grote en zijn vrouw Anna. Tijdens de Litouwse Burgeroorlog werd ze door haar vader uitgehuwelijkt aan Vasili I van Moskou om bondgenoten voor zijn strijd te verwerven. Toen Vasili in 1425 overleed werd ze regent voor haar tienjarige zoon Vasili II. Deze functie bleef ze vervullen tot 1434. Vytautas steunde de claim van Vasili II op de Moskouse troon, ondanks de claims die Vasili's oom Joeri van Zvenigorod had. Sophia overleed in 1453 en werd begraven in het Hemelvaartklooster. Haar sarcofaag werd echter in 1929 in opdracht van de sovjet autoriteiten verplaatst naar de Aartsengel Michaëlkathedraal.

## Kinderen
In haar huwelijk met Vasili I kreeg Sophia ten minste negen kinderen:
- Anna (1393-1417) in 1411 getrouwd met de Byzantijnse keizer Johannes VIII Palaiologos;
- Iouri Vassilievitsj (1395-1400)
- Ivan Vassilievitsj (1396-1417), getrouwd met een dochter van Ivan Vladimirovitsj van Pronsk;
- Anastasia Vassilievna (gestorven in 1470), getrouwd met Vladimir Alexander, prins van Kiev, zoon van Vladimir Olgerdovitsj;
- Daniel Vassilievitsj (1400-1402);
- Vassilissa Vassilievna, getrouwd met Alexander Ivanovitsj "Broukhaty", prins van Soezdal vervolgens hertrouwd met zijn neef, Alexander Danilovitsj "Vzmetenj", prins van Souzdal;
- Simeon Vassilievitsj (1405)
- Maria Vassilievna, getrouwd met Youri Patrikievitsj, zoon van Patrikeï, prins van Starodoub;
- Vasili (1415–1462), grootvorst van Moskou.